# Chelotrupes momus
Chelotrupes momus är en skalbaggsart som beskrevs av Olivier 1789. Chelotrupes momus ingår i släktet Chelotrupes och familjen tordyvlar. Inga underarter finns listade i Catalogue of Life.